# Uwe Fietkau
Uwe Fietkau (* 9. Juli 1954 in Hannover) ist ein deutscher Geiger.

## Leben und Wirken
Uwe Fietkaus musikalische Laufbahn begann mit neun Jahren im Knabenchor Hannover. Mit elf Jahren erhielt er ersten Geigenunterricht an der Musikschule Hannover bei Annemarie Michael. Im Jahr 1972 wurde er an der Hochschule für Musik und Theater Hannover aufgenommen; zunächst als Jungstudent bei André Gertler und dessen Assistenten Atila Aydintan. Im selben Jahr Abitur und ab 1973 Vollstudent Violine, Ausbildungsklasse bis 1977. Orchestererfahrungen Niedersächsisches Jugendsinfonieorchester (Kammermusik mit Felix Prohaska). Prägende Einflüsse empfing Fietkau während seines Studiums von Ladislav Kupkovič (Neue Musik) und Lajos Rovatkay (Barockmusik).
Von 1976 bis 1977 spielte er auf Basis eines Aushilfsvertrags am Niedersächsischen Staatsorchester Hannover, zweite Violine. Ab 1977 festes Engagement im Rundfunkorchester Hannover (NDR Radiophilharmonie), zweite Violine unter den Chefdirigenten Bernhard Klee (1976–1979 und 1991–1995), Zdeněk Mácal (1980–1983), Aldo Ceccato (1985–1989), Eiji Ōue (1998–2009; Ehrendirigent seit 2009), Eivind Gullberg Jensen (2009–2014) und Andrew Manze (2014–2023). Fietkau spielt auf einer 1770 von Tomaso Eberle gebauten Violine. Zwischen 1979 und 2015 musizierte Uwe Fietkau häufig als Gast-Geiger beim hr-Sinfonieorchester. Unter Eliahu Inbal wirkte er bei zahlreichen Aufnahmen mit (sämtliche Sinfonien von Gustav Mahler) und nahm an Konzertreisen nach Nord-, Südamerika, Japan und Israel teil. Dazu kommen Konzerte und Reisen unter Dmitri Georgijewitsch Kitajenko und Paavo Järvi.
Fietkau wirkte am 28. April 1988 bei Chet Bakers legendärem letzten großen Konzert im Funkhaus Hannover mit der NDR Bigband und dem Radiosinfonieorchester mit. Mitte der 1980er-Jahre wurde er Mitglied der Internationalen Bachakademie Stuttgart unter Helmuth Rilling. Rege Beschäftigung mit Kammermusik, so zum Beispiel mit Christiane Edinger und Ulrich von Wrochem (Edinger Streichquartett), auch mit Salonmusik (CD Lucky Strings). Ab 2002 spielte er als Primarius im Quintett Tango sin palabras argentinischen Tango. Zum 31. März 2020 ging Uwe Fietkau in den Ruhestand.
Von 1979 bis 1985 war Uwe Fietkau mit der Pianistin Sevimbike Elibay verheiratet. Aus seiner Beziehung zu Annik Pietsch ging der Sohn Leonard (* 1994) hervor. Seit 2002 ist Uwe Fietkau als Tango-Argentino-Tänzer aktiv; 2021 hat er seinen Lebensmittelpunkt von Hannover nach Berlin verlegt.

## Diskographie (Auswahl)
- 1974: James Last: Live
- 1995: Terry Hoax: Den Kindern Geht Es Gut, Und Sie Lassen Grüßen
- 2005: UFO (5): Showtime